# Містечко (фільм)
«Містечко» — індійський драматичний фільм 1991 року. Автор сценарію і режисер ― Кумар Шагані. Сюжет фільму заснований на повісті «В яру» російського письменника Антона Павловича Чехова. Фільм вважається важливою роботою руху індійського паралельного кіно і став одним з останніх на цьому напрямку, після якого на початку 1990-х років рух вичерпав себе.

## Сюжет
Сюжет зосереджується навколо дрібного міського підприємця на ім'я Манірам, який отримує великий прибуток, обманюючи людей і продаючи їм несвіжу їжу. Його справи веде невістка Тежу, яка одружена з розумово відсталим молодшим сином Манірама. Старший син Манірама повертається в місто, щоб зіграти весілля, але всі його справи починають йти шкереберть. Він тікає від дружини після шлюбної ночі, і закінчує тим, що його заарештовує поліція в Делі. Поліція проводить розслідування щодо бізнесу, а Тежу починає божеволіти від своєї жадібності.

## Нагороди та критика
Фільм «Містечко» став третім фільмом Кумара Шагані, відзначеним кінопремією Filmfare Awards у номінації «Кращий фільм на думку критиків».
«Містечко» отримав характеристику повільного і мелодраматичного фільму, нехарактерного для стилю Шагані. Фільм отримав визнання більшості критиків. Кіноблог Ellipsis дав позитивну рецензію на фільм, зазначивши, що «одним з найбільш приголомшливих естетичних елементів фільму є позиціювання кінокамери, яка рухається паралельно психологічному та емоційному настрою героїв, а вікна і дверні прорізи з'являються багаторазово протягом дій персонажів таким чином, що зовнішні пейзажі зливаються воєдино з інтер'єром, створюючи відчуття соціальної інерції і навіть сільського декадансу. Режисер Шагані акцентує на обрядах і традиціях, пов'язаних з історією родини, що нагадує філософський підхід, характерний для антропологів».